# Orrträsktjärnen
Orrträsktjärnen är en sjö i Kalix kommun i Norrbotten och ingår i Sangisälvens huvudavrinningsområde. Sjöns area är 0,015 kvadratkilometer och den befinner sig 110 meter över havet.